# Mi casa es la tuya
Mi casa es la tuya (anteriorment En la tuya o en la mía) és un programa de televisió espanyol d'entrevistes, presentat per Bertín Osborne i produït per Proamagna. El format compta amb una variant denominada Mi casa es la vuestra, en la qual el presentador rep a diverses persones en el mateix lliurament.
En 2019, el programa tindrà la seva primer adaptació estrangera, a Itàlia, on serà conduït per Raffaella Carrà.

## Història

### Etapa TVE:En la tuya o en la mía(2015–2016)
La primera temporada, que es va estrenar el 9 de setembre de 2015 i va acabar el 16 de març de 2016, s'emetia els dimecres en La 1 sota el nom En la tuya o en la mía, format original de TVE, que va collir grans dades d'audiència.
De forma inicial, el programa va començar amb nou programes gravats que componien la primera temporada. A causa de l'èxit irresistible collit, van renovar per 18 programes més que se sumarien a la tanda inicial. Després del desacord entre la productora «Proamagna» i TVE, la productora va signar amb Mediaset España Comunicación, perquè el format passés a emetre's en Telecinco sota el títol Mi casa es la tuya.

### Etapa Telecinco:Mi casa es la tuya/Mi casa es la vuestra(2016–present)
- La segona temporada del format i primera en Telecinco, es va estrenar el 25 d'abril de 2016 sota la marca La meva casa és la teva i es va dividir en dues tandes. La primera va acabar el 27 de juny de 2016 i la segona es va emetre entre el 5 de setembre de 2016 i el 3 d'octubre de 2016. S'emetia els dilluns i va liderar les audiències en gairebé totes les seves emissions.[2]

- La tercera temporada es va iniciar el 9 de gener de 2017, després de l'emissió de dos especials de Nadal el 26 de desembre de 2016 i el 2 de gener de 2017. Va concloure el 17 de maig i va comptar amb un episodi especial el dia 17 de juliol de 2017.[3]

- La quarta temporada va tenir 16 lliuraments, donant començament el 5 de setembre de 2017 i concloent el 20 de desembre de 2017.

- La cinquena temporada va tenir 12 lliuraments, donant començament el 15 de gener de 2018 i concloent el 6 d'abril de 2018.

- La sisena temporada, sota la denominació de Mi casa es la vuestra, va tenir 8 lliuraments, donant començament el 28 de setembre de 2018 i concloent el 23 de novembre de 2018.

- Actualment es troba en emissió la setena temporada, tornant a la denominació de Mi casa es la tuya, que va donar començament el 30 de novembre de 2018.

## Temporades
Etapa TVE
| Temporada | Temporada | Episodis | Estrena               | Final              | Audiència mitjana | Audiència mitjana |
| Temporada | Temporada | Episodis | Estrena               | Final              | Espectadors       | Quota             |
| --------- | --------- | -------- | --------------------- | ------------------ | ----------------- | ----------------- |
|           | 1         | 26       | 9 de setembre de 2015 | 16 de març de 2016 | 3 355 000         | 18,4%             |

Etapa Telecinco
| Temporada | Temporada | Episodis | Estrena                | Final                  | Audiència mitjana | Audiència mitjana |
| Temporada | Temporada | Episodis | Estrena                | Final                  | Espectadors       | Quota             |
| --------- | --------- | -------- | ---------------------- | ---------------------- | ----------------- | ----------------- |
|           | 1         | 9        | 25 d'abril de 2016     | 27 de juny de 2016     | 3 137 000         | 18,3%             |
|           | 2         | 5        | 5 de setembre de 2016  | 3 d'octubre de 2016    | 2 553 000         | 16,4%             |
|           | 3         | 19       | 9 de gener de 2017     | 17 de maig de 2017     | 2 435 000         | 16,1%             |
|           | 4         | 16       | 5 de setembre de 2017  | 20 de desembre de 2017 | 1 917 000         | 14,0%             |
|           | 5         | 12       | 15 de gener de 2018    | 4 d'abril de 2018      | 1 896 000         | 12,3%             |
|           | 6         | 8        | 28 de setembre de 2018 | 23 de novembre de 2018 | 1 761 000         | 12,5%             |
|           | 7         | 6        | 30 de novembre de 2018 | 4 de gener de 2019     | 1 748 000         | 12,2%             |
|           | 8         |          |                        |                        |                   |                   |
| Total     | Total     | 69       | 2015                   | present                |                   |                   |

Programes especials
| Temporada | Temporada | Episodis | Estrena                | Final                | Audiència mitjana | Audiència mitjana |
| Temporada | Temporada | Episodis | Estrena                | Final                | Espectadors       | Quota             |
| --------- | --------- | -------- | ---------------------- | -------------------- | ----------------- | ----------------- |
|           | Especials | 7        | 26 de desembre de 2016 | 19 d'octubre de 2018 | 1 942 000         | 12,7%             |

## Audiències per programa

### Etapa TVE:En la tuya o en la mía(2015–2016)
| Programa | Convidat                                                              | Día d'emissió | Audiència | Quota |
| -------- | --------------------------------------------------------------------- | ------------- | --------- | ----- |
| 1        | Pablo Alborán                                                         | 09/09/2015    | 2 271 000 | 13,0% |
| 2        | Jesulín de Ubrique                                                    | 16/09/2015    | 2 779 000 | 15,1% |
| 3        | Lolita Flores / Convidada: Elena Furiase                              | 23/09/2015    | 3 124 000 | 16,9% |
| 4        | Pablo Motos                                                           | 30/09/2015    | 3 421 000 | 18,2% |
| 5        | Carmen Martínez-Bordiú                                                | 07/10/2015    | 3 418 000 | 17,8% |
| 6        | Mariló Montero                                                        | 14/10/2015    | 3 530 000 | 18,2% |
| 7        | Carlos Herrera                                                        | 21/10/2015    | 3 616 000 | 19,3% |
| 8        | Jorge Cadaval, César Cadaval (Los Morancos) / Convidat: Ken Appledorn | 28/10/2015    | 3 902 000 | 20,5% |
| 9        | Adolfo Suárez Illana                                                  | 04/11/2015    | 3 439 000 | 18,2% |
| 10       | Arturo Fernández                                                      | 11/11/2015    | 2 848 000 | 14,6% |
| 11       | Manuel Díaz "El Cordobés" / Convidada: Virginia Troconis              | 18/12/2015    | 4 066 000 | 21,3% |
| 12       | Pedro Sánchez                                                         | 25/11/2015    | 3 733 000 | 20,4% |
| 13       | Mariano Rajoy                                                         | 02/12/2015    | 4 334 000 | 23,0% |
| 14       | Jordi Cruz, Samanta Vallejo-Nágera i Pepe Rodríguez (MasterChef)      | 09/12/2015    | 2 001 000 | 17,5% |
| 15       | Alaska i Mario Vaquerizo                                              | 16/12/2015    | 3 366 000 | 18,9% |
| 16       | Fabiola Martínez (millors moments)                                    | 23/12/2015    | 2 473 000 | 13,7% |
| 17       | Anne Igartiburu i Ramón García (Campanades de TVE)                    | 30/12/2015    | 3 194 000 | 18,2% |
| 18       | Ana Obregón                                                           | 13/01/2016    | 3 423 000 | 19,3% |
| 19       | Paco León / Convidada: Carmina Barrios                                | 20/01/2016    | 3 889 000 | 22,0% |
| 20       | Alejandro Sanz                                                        | 27/01/2016    | 4 095 000 | 23,0% |
| 21       | Arévalo i Fernando Esteso                                             | 03/02/2016    | 3 789 000 | 20,5% |
| 22       | Mario Casas                                                           | 10/02/2016    | 2 721 000 | 14,6% |
| 23       | Plácido Domingo                                                       | 17/02/2016    | 2 998 000 | 15,9% |
| 24       | Iker Casillas / Convidada: Sara Carbonero                             | 24/02/2016    | 4 084 000 | 24,5% |
| 25       | Juan y Medio                                                          | 09/03/2016    | 3 575 000 | 18,4% |
| 26       | Bibiana Fernández                                                     | 16/03/2016    | 3 156 000 | 16,8% |

     Programa líder en la seva franja horària (prime-time i late-night).
     Rècord històric d'audiència.

### 1a temporada (2016)
| Programa | Convidat                                                    | Dia d' emissió | Audiència | Quota |
| -------- | ----------------------------------------------------------- | -------------- | --------- | ----- |
| 1        | Ágatha Ruiz de la Prada / Convidat: Pedro J. Ramírez        | 25/04/2016     | 2 814 000 | 15,6% |
| 2        | Fran Rivera / Convidada: Lourdes Montes                     | 02/05/2016     | 3 750 000 | 21,2% |
| 3        | Miguel Ángel Revilla                                        | 09/05/2016     | 4 004 000 | 22,5% |
| 4        | Esperanza Aguirre                                           | 16/05/2016     | 3 302 000 | 19,0% |
| 5        | Josema Yuste, Millán Salcedo i Fernando Conde (Martes y 13) | 23/05/2016     | 3 469 000 | 20,2% |
| 6        | Malú                                                        | 30/05/2016     | 2 970 000 | 17,5% |
| 7        | Ángel Nieto / Convidat: Fonsi Nieto                         | 06/06/2016     | 2 751 000 | 15,9% |
| 8        | José Luis Moreno                                            | 20/06/2016     | 2 617 000 | 17,8% |
| 9        | Bertín Osborne (imitat per Javier Quero)                    | 27/06/2016     | 2 553 000 | 15,4% |

     Programa líder en la seva franja horària (segon-time i late-night).
     Rècord històric d'audiència.

### 2a temporada (2016)
| Programa | Convidat                                       | Dia d'emissió | Audiència | Quota |
| -------- | ---------------------------------------------- | ------------- | --------- | ----- |
| 1        | Carlos Moyá i Carolina Cerezuela               | 05/09/2016    | 2 322 000 | 16,0% |
| 2        | Antonio Banderas / Convidat: Nicole Kimpel     | 12/09/2016    | 2 792 000 | 17,8% |
| 3        | David Bustamante                               | 19/09/2016    | 2 558 000 | 16,1% |
| 4        | Toñi Salazar i Encarna Salazar (Azúcar Moreno) | 26/09/2016    | 2 403 000 | 15,4% |
| 5        | Chiquito de la Calzada / Convidat: Paz Padilla | 03/10/2016    | 2 691 000 | 16,6% |

     Programa líder en la seva franja horària (segon-time i late-night).
     Rècord històric d'audiència.

### 3a temporada (2017)
| Programa | Convidat | Dia d'emissió | Audiència | Quota |
| -------- | --- | ------------- | --------- | ----- |
| 1        | Antonio Banderas, Alejandro Sanz, Iker Casillas i José Andrés                                                                 | 09/01/2017    | 2 860 000 | 17,2% |
| 2        | David Bisbal | 18/01/2017    | 3 048 000 | 19,1% |
| 3        | Javier Sardà / Convidat: Boris Izaguirre                                                                                      | 25/01/2017    | 2 985 000 | 17,9% |
| 4        | Rappel | 01/02/2017    | 2 289 000 | 14,2% |
| 5        | José Bono / Convidat: José Bono Jr.                                                                                           | 08/02/2017    | 2 684 000 | 17,7% |
| 6        | José Coronado, Javier Cámara i Roberto Álamo (Es por tu bien)                                                                 | 15/02/2017    | 2 335 000 | 15,0% |
| 7        | Joaquín Sánchez | 22/02/2017    | 3 076 000 | 19,5% |
| 8        | Albert Rivera / Convidat: Miguel Poveda                                                                                       | 01/03/2017    | 2 323 000 | 15,1% |
| 9        | Iker Jiménez / Convidada: Carmen Porter                                                                                       | 08/03/2017    | 2 420 000 | 15,7% |
| 10       | Miguel Ángel Revilla | 15/03/2017    | 2 734 000 | 18,0% |
| 11       | Míchel González, Emilio Butragueño, Manolo Sanchís i Rafael Martín Vázquez (La Quinta del Buitre)                             | 22/03/2017    | 2 136 000 | 13,7% |
| 12       | Lucía Bosé / Convidat: Boris Izaguirre                                                                                        | 29/03/2017    | 2 270 000 | 15,1% |
| 13       | José María Aznar | 05/04/2017    | 1 625 000 | 13,0% |
| 14       | Los del Río | 12/04/2017    | 1 741 000 | 12,9% |
| 15       | Jordi Sánchez, Eva Isanta, Vanesa Romero, Nacho Guerreros, Pablo Chiapella, Fernando Tejero i Paz Padilla (La que se avecina) | 19/04/2017    | 2 187 000 | 15,1% |
| 16       | Pepe Navarro / Convidats: Santiago Urrialde, Carlos Iglesias i Florentino Fernández                                           | 26/04/2017    | 2 291 000 | 17,4% |
| 17       | Antonio Orozco / Convidada: Rosario Flores                                                                                    | 03/05/2017    | 2 682 000 | 18,3% |
| 18       | Paz Vega / Convidat: Jesús Castro (Perdoname, Señor)                                                                          | 10/05/2017    | 1 806 000 | 12,2% |
| 19       | Rosa López | 17/05/2017    | 2 767 000 | 17,9% |

     Programa líder en la seva franja horària (tercer-time i late-night).
     Rècord històric d'audiència.

### 4a temporada (2017)
| Programa | Convidat | Dia d'emissió | Audiència | Quota |
| -------- | --- | ------------- | --------- | ----- |
| 1        | Manuel Carrasco                                                                                                | 05/09/2017    | 2 088 000 | 15,8% |
| 2        | Antonio Carmona / Convidats: Imanol Arias i Niña Pastori                                                       | 12/09/2017    | 2 294 000 | 16,8% |
| 3        | Paz Padilla / Convidada: Anna Ferrer                                                                           | 20/09/2017    | 2 663 000 | 18,5% |
| 4        | Jesús Calleja / Convidat: Kike Calleja                                                                         | 27/09/2017    | 1 973 000 | 14,4% |
| 5        | Ana Torroja / Convidat: Mario Vaquerizo                                                                        | 02/10/2017    | 1 836 000 | 13,2% |
| 6        | Garbiñe Muguruza / Convidada: Conchita Martínez                                                                | 09/10/2017    | 1 362 000 | 10,0% |
| 7        | Fernando Romay / Convidada: Ana Obregón                                                                        | 16/10/2017    | 1 749 000 | 12,6% |
| 8        | Pablo Alborán / Convidada: María Esteve                                                                        | 25/10/2017    | 2 142 000 | 15,7% |
| 9        | María Teresa Campos / Convidades: Terelu Campos i Carmen Borrego                                               | 01/11/2017    | 2 350 000 | 18,2% |
| 10       | Boris Izaguirre / Convidada: Bibiana Fernández                                                                 | 08/11/2017    | 2 098 000 | 15,4% |
| 11       | Pastora Soler / Convidades: Rosa López, Remedios Amaya, Soraya Arnelas i Massiel                               | 15/11/2017    | 1 704 000 | 12,4% |
| 12       | Florentino Fernández, Dani Martínez i Lara Álvarez / Convidat: Pepe Navarro                                    | 22/11/2017    | 1 948 000 | 14,5% |
| 13       | Inés Arrimadas i Miquel Iceta / Convidats: Albert Rivera i Núria Marín Martínez                                | 29/11/2017    | 1 459 000 | 11,2% |
| 14       | Jorge Lorenzo / Convidat: Juan y Medio                                                                         | 06/12/2017    | 1 421 000 | 10,7% |
| 15       | Dafne Fernández, Ernesto Alterio, Juana Acosta i Pepón Nieto (Perfectos desconocidos) / Convidat: Paco Arévalo | 13/12/2017    | 1 905 000 | 13,4% |
| 16       | Juanes / Convidats: Malú, Manuel Carrasco i Pablo López                                                        | 20/12/2017    | 1 676 000 | 11,7% |

     Programa líder en la seva franja horària (tercer-time i late-night).
     Rècord històric d'audiència.

### 5a temporada (2018)
| Programa | Convidat                                                                                             | Dia d'emissió | Audiència | Quota |
| -------- | --- | ------------- | --------- | ----- |
| 1        | Manuel Díaz "El Cordobés" i Julio Benítez "El Cordobés"                                              | 15/01/2018    | 2 148 000 | 14,0% |
| 2        | Falete / Convidat: Juanito El Golosina                                                               | 22/01/2018    | 1 751 000 | 11,7% |
| 3        | Enrique San Francisco / Convidat: Jorge Sanz                                                         | 29/01/2018    | 1 992 000 | 12,0% |
| 4        | Cristina Cifuentes / Convidat: Jesús Mariñas                                                         | 05/02/2018    | 1 109 000 | 7,0%  |
| 5        | Joaquín Sánchez / Convidat: César Cadaval                                                            | 16/02/2018    | 2 314 000 | 14,9% |
| 6        | Belén Rueda / Convidat: Antonio Pampliega i Antonio Resines                                          | 23/02/2018    | 1 467 000 | 9,5%  |
| 7        | Rosario Flores / Convidat: Antonio Carmona, Mariola Orellana i Tomasito                              | 02/03/2018    | 2 374 000 | 14,7% |
| 8        | Pablo López / Convidat: Antonio Orozco i David Bustamante                                            | 09/03/2018    | 2 137 000 | 14,0% |
| 9        | Tamara Falcó / Convidada: Susana Urribarri                                                           | 16/03/2018    | 2 383 000 | 15,3% |
| 10       | Carlos Sainz / Convidats: Carlos Sainz Jr. i Luis Moya                                               | 23/03/2018    | 1 300 000 | 9,9%  |
| 11       | Luis del Olmo / Convidats: Carlos Herrera i Rocío Crusset                                            | 30/03/2018    | 1 605 000 | 11,2% |
| 12       | Lydia Bosch / Convidats: Luisa Martín, Francis Lorenzo, Aarón Guerrero, Isabel Aboy i Marieta Bielsa | 06/04/2018    | 2 173 000 | 13,6% |

     Programa líder en la seva franja horària (tercer-time i late-night).
     Rècord històric d'audiència.

### 6a temporada (2018)
| Programa | Convidat | Dia d'emissió | Audiència | Quota |
| -------- | --- | ------------- | --------- | ----- |
| 1        | Mariló Montero, Ágatha Ruiz de la Prada i Julio Iglesias Jr. / Convidat: Joaquín Sánchez                            | 28/09/2018    | 1 842 000 | 13,5% |
| 2        | Mariló Montero, Ágatha Ruiz de la Prada, Julio Iglesias Jr. i Pocholo Martínez Bordiú                               | 05/10/2018    | 1 795 000 | 13,3% |
| 3        | Mariló Montero, Pocholo Martínez Bordiú, Paz Padilla, Boris Izaguirre, Xavier Sardá i Carlos Latre                  | 12/10/2018    | 2 033 000 | 15,9% |
| 4        | Paz Padilla, Pablo Carbonell, Pocholo Martínez Bordiú, Tomás el Mago, Adrián Martín, Paula Alós i Jefferson Mercury | 26/10/2018    | 1 769 000 | 12,5% |
| 5        | Paz Padilla, Antonia Dell'Atte, Boris Izaguirre, Clemente Lecquio, Adrián Martín i els bessons Cortés               | 02/11/2018    | 1 679 000 | 11,5% |
| 6        | Antonia Dell'Atte, Boris Izaguirre, Clemente Lecquio, Terelu Campos, Carmen Borrego i Enrique San Francisco         | 09/11/2018    | 1 482 000 | 10,2% |
| 7        | Terelu Campos, Carmen Borrego, Enrique San Francisco, Massiel i Salvador Sobral / Convidat: Ara Malikian            | 16/11/2018    | 1 439 000 | 9,3%  |
| 8        | Arévalo, Joaquín Sánchez, María Teresa Campos i Alejandra Osborne / Convidat: Paloma Rollán                         | 23/11/2018    | 2 046 000 | 13,7% |

     Programa líder en la seva franja horària (tercer-time i late-night).
     Rècord històric d'audiència.

### 7a temporada (2018-2019)
| Programa | Convidat                                                 | Dia d'emissió | Audiència | Quota |
| -------- | -------------------------------------------------------- | ------------- | --------- | ----- |
| 1        | Lolita Flores / Convidat: Luis Mottola                   | 30/11/2018    | 1 601 000 | 10,8% |
| 2        | Pepe Reina                                               | 07/12/2018    | 1 835 000 | 12,8% |
| 3        | Niña Pastori / Convidat: Alejandro Sanz                  | 14/12/2018    | 1 450 000 | 10,1% |
| 4        | Christian Gálvez i Almudena Cid / Convidat: Paco Roncero | 21/12/2018    | 1 981 000 | 14,4% |
| 5        | El Cigala / Convidats: Dani Martínez i El Langui         | 28/12/2018    | 1 613 000 | 11,2% |
| 6        | Carlos Sobera / Convidats: Lidia Torrent i Matías Roure  | 04/01/2019    | 2 010 000 | 14,0% |

     Programa líder en la seva franja horària (tercer-time i late-night).
     Rècord històric d'audiència.

### 8a temporada (2019)
| Programa | Convidat | Dia d'emissió | Audiència | Quota |
| -------- | -------- | ------------- | --------- | ----- |
| 1        |          |               |           |       |

## Audiències per temporades

### Etapa TVE:En la tuya o en la mía(2015–2016)
| Temporada                           | Data        | Programes | Cadena | Espectadors | Share |
| ----------------------------------- | ----------- | --------- | ------ | ----------- | ----- |
| Temporada 1: En la tuya o en la mía | 2015 - 2016 | 26        | La 1   | 3 355 000   | 18,4% |

### Etapa Telecinco:Mi casa es la tuya/Mi casa es la vuestra(2016–presente)
| Temporada                          | Data      | Programes | Cadena    | Espectadors | Share |
| ---------------------------------- | --------- | --------- | --------- | ----------- | ----- |
| Temporada 1: Mi casa es la tuya    | 2016      | 9         | Telecinco | 3 137 000   | 18,3% |
| Temporada 2: Mi casa es la tuya    | 2016      | 5         | Telecinco | 2 553 000   | 16,4% |
| Temporada 3: Mi casa es la tuya    | 2017      | 19        | Telecinco | 2 434 000   | 16,1% |
| Temporada 4: Mi casa es la tuya    | 2017      | 16        | Telecinco | 1 917 000   | 14,0% |
| Temporada 5: Mi casa es la tuya    | 2018      | 12        | Telecinco | 1 896 000   | 12,3% |
| Temporada 6: Mi casa es la vuestra | 2018      | 8         | Telecinco | 1 761 000   | 12,5% |
| Temporada 7: Mi casa es la tuya    | 2018-2019 | 6         | Telecinco | 1 748 000   | 12,2% |
| Temporada 8: Mi casa es la vuestra | 2019      |           | Telecinco |             |       |

### Especials
| Temporada                     | Data        | Programes | Cadena    | Espectadors | Share |
| ----------------------------- | ----------- | --------- | --------- | ----------- | ----- |
| Especials: Mi casa es la tuya | 2016 - 2018 | 6         | Telecinco | 1 942 000   | 12,7% |

## Videoteca
- «En la tuya o en la mía» a la carta a rtve.es
- «Mi casa es la tuya» a la carta a telecinco.es
- «Mi casa es la vuestra» a la carta Arxivat 2018-10-01 a Wayback Machine. a telecinco.es